# Kibatalia villosa
Kibatalia villosa là một loài thực vật có hoa trong họ La bố ma. Loài này được Rudjiman mô tả khoa học đầu tiên năm 1986.